# Прадус (Минас-Жерайс)
Прадус (порт. Prados) — муниципалитет в Бразилии, входит в штат Минас-Жерайс. Составная часть мезорегиона Кампу-дас-Вертентис. Входит в экономико-статистический микрорегион Сан-Жуан-дел-Рей. Население составляет 7948 человек на 2006 год. Занимает площадь 261,410 км². Плотность населения — 30,4 чел./км².

## История
Город основан 24 мая 1892 года.

## Статистика
- Валовой внутренний продукт на 2003 год составляет 29 046 830,00 реалов (данные: Бразильский институт географии и статистики).
- Валовой внутренний продукт на душу населения на 2003 год составляет 3706,84 реалов (данные: Бразильский институт географии и статистики).
- Индекс развития человеческого потенциала на 2000 год составляет 0,729 (данные: Программа развития ООН).

## География
Климат местности: горный тропический.